# Cinéma Le Palace (Valenciennes)
Pour les articles homonymes, voir Cinéma Le Palace.
Le Cinéma Le Palace  est un ancien cinéma de Valenciennes situé dans le département du Nord. Si ce dernier a fermé en 1981, il est situé dans un îlot qui fait l'objet en 2015 d'un programme de réhabilitation (Programme National de Requalification des Quartiers Anciens Dégradés) piloté par l'ANRU. Voué à la destruction pour laisser place à une vingtaine de logements, sa façade Art déco est protégée en 2019 à la suite de son inscription aux Monuments historiques.

## Histoire
Le Palace est le plus ancien cinéma de Valenciennes. Une première salle appelée le « Cinéma populaire » ouvre rue du Quesnoy en 1906 à l'initiative de Louis Bertolotti, exploitant d’un manège à chevaux de bois et cafetier dans cette même rue. Reconstruite en 1927 dans une veine Art Déco aux tonalités égyptiennes à l'instar du cinéma Le Louxor, la salle est rebaptisée « Le Palace » car y sont projetés en exclusivité les films de la société Gaumont Palace. Le bâtiment est l’œuvre des architectes Faust Spadacini et M. Rabagliati qui conçoivent le cinéma sur une seule travée de la largeur d'une maison dont la façade suit l'alignement de la rue.
La famille Bertolotti assure l'exploitation de ce cinéma de quartier sur trois générations jusqu'à sa fermeture en 1981. Finalement abandonné, le bâtiment se dégrade et la salle de projection a été détruite au milieu des années 1990, et ne subsiste que le bâtiment de l'entrée et la façade de la sortie rue de Beaumont.
En 2010, l'immeuble se dégrade de plus en plus et il est prévu de le raser pour mener un projet de requalification urbaine initié en 2015. La façade obtient un classement par arrêté du 11 juillet 2019 protégeant les façades et toitures du bâtiment de l'ancienne entrée principale sise 129 rue du Quesnoy, le hall d'entrée avec le relief d'Alphonse-Alfred Bottiau et les vestiges de l'escalier mécanique, la façade de l'ancien bâtiment de sortie des spectateurs sis 6 rue de Beaumont.

## Architecture
La façade est ouverte par un haut porche abrité par un auvent. Les deux niveaux de l'étage sont encadrés par des colonnes ponctuées de vases avec une composition florale, une grande baie segmentée occupe le premier étage, puis trois fenêtres au niveau supérieur ouvrent sur un balcon à pans coupés en fort ressaut sur lequel se lit le nom « PALACE » en mosaïque.
Un pignon triangulaire percé d'une fenêtre couronne l'ensemble de la façade. L'ensemble est orné de mosaïques et de sculptures encore assez bien conservées. L'entrée est fermée par une grille en ferronnerie dont on retrouve les motifs sur la rampe de l'escalier intérieur. 
Le hall d'entrée a conservé une grande partie de ses décors de marbre et un bas-relief par le sculpteur Alfred-Alphonse Bottiau sur le thème du cinéma. 